# Nikoła Gligorow
Nikoła Gligorow (ur. 15 sierpnia 1983 w Skopju) – macedoński piłkarz, grający w azerskim zespole Xəzər Lenkoran. Występuje na pozycji pomocnika.

## Kariera klubowa
Gligorow profesjonalną karierę rozpoczął w klubie Cementarnica Skopje, z którego w 2004 roku przeniósł się do Wardaru Skopje. Wiosną 2007 roku po raz pierwszy spróbował sił za granicą, w serbskim FK Bežanija rozegrał jednak ledwie sześć meczów i wrócił do rodzinnego kraju. Występował kolejno w Rabotniczki Skopje, Wardar Skopje i znów Rabotniczki. Latem 2011 roku został graczem cypryjskiej drużyny Alki Larnaka, w której spędził dwa sezony. W połowie 2013 roku podpisał kontrakt z azerskim Xəzər Lenkoran.

## Kariera reprezentacyjna
W reprezentacji Macedonii zadebiutował 11 sierpnia 2010 roku w towarzyskim meczu przeciwko Malcie. Na boisku pojawił się w 75 minucie meczu.
| Mecze i gole w reprezentacji | Mecze i gole w reprezentacji | Mecze i gole w reprezentacji | Mecze i gole w reprezentacji | Mecze i gole w reprezentacji | Mecze i gole w reprezentacji | Mecze i gole w reprezentacji |
| #                            | Data                         | Stadion                      | Rywal                        | Wynik                        | Gol                          | Rozgrywki                    |
| 2010                         | 2010                         | 2010                         | 2010                         | 2010                         | 2010                         | 2010                         |
| ---------------------------- | ---------------------------- | ---------------------------- | ---------------------------- | ---------------------------- | ---------------------------- | ---------------------------- |
| 1.                           | 11.08.2010                   | Attard, Malta                | Malta                        | 1:1                          | 0                            | towarzyski                   |
| 2.                           | 17.11.2010                   | Korcza, Albania              | Albania                      | 0:0                          | 0                            | towarzyski                   |
| 3.                           | 22.12.2010                   | Kanton, Chiny                | Chiny                        | 0:1                          | 0                            | towarzyski                   |
| 2011                         |                              |                              |                              |                              |                              |                              |
| 4.                           | 15.11.2011                   | Prilep, Macedonia            | Albania                      | 0:0                          | 0                            | towarzyski                   |
| 2012                         |                              |                              |                              |                              |                              |                              |
| 5.                           | 29.02.2012                   | Luksemburg, Luksemburg       | Luksemburg                   | 1:2                          | 0                            | towarzyski                   |
| 6.                           | 26.05.2012                   | Leiria, Portugalia           | Portugalia                   | 0:0                          | 0                            | towarzyski                   |
| 7.                           | 29.05.2012                   | Estoril, Portugalia          | Angola                       | 0:0                          | 0                            | towarzyski                   |
| 8.                           | 15.08.2012                   | Skopje, Macedonia            | Litwa                        | 1:0                          | 0                            | towarzyski                   |
| 9.                           | 07.09.2012                   | Zagrzeb, Chorwacja           | Chorwacja                    | 0:1                          | 0                            | El. MŚ 2014                  |
| 10.                          | 11.09.2012                   | Glasgow, Szkocja             | Szkocja                      | 1:1                          | 0                            | El. MŚ 2014                  |
| 11.                          | 12.10.2012                   | Skopje, Macedonia            | Chorwacja                    | 1:2                          | 0                            | El. MŚ 2014                  |
| 12.                          | 16.10.2012                   | Skopje, Macedonia            | Serbia                       | 1:0                          | 0                            | El. MŚ 2014                  |
| 2013                         |                              |                              |                              |                              |                              |                              |
| 13.                          | 06.02.2013                   | Skopje, Macedonia            | Dania                        | 3:0                          | 0                            | towarzyski                   |
| 14.                          | 26.03.2013                   | Bruksela, Belgia             | Belgia                       | 0:1                          | 0                            | El. MŚ 2014                  |
| 15.                          | 03.06.2013                   | Malmö, Szwecja               | Szwecja                      | 0:1                          | 0                            | towarzyski                   |
| 16.                          | 11.06.2013                   | Oslo, Norwegia               | Norwegia                     | 0:2                          | 0                            | towarzyski                   |
| 17.                          | 14.08.2013                   | Skopje, Macedonia            | Bułgaria                     | 2:0                          | 0                            | towarzyski                   |
| 18.                          | 06.09.2013                   | Skopje, Macedonia            | Walia                        | 2:1                          | 0                            | El. MŚ 2014                  |

## Sukcesy
Cementarnica
- Mistrzostwo Macedonii: 2003

Rabotnicki
- Mistrzostwo Macedonii: 2008
- Puchar Macedonii: 2008

Chazar
- Superpuchar Azerbejdżanu: 2013